# Jan IV Wielki Komnen
Jan IV Dobry, gr. Ιωάννης Δ΄ Μέγας Κομνηνός – Iōannēs IV Megas Komnēnos, łac. Ioannes Kaloioannes (ok. 1403 – 1459) – cesarz Trapezuntu w latach 1429–1459. Syn cesarza Aleksego IV i Teodory Kantakuzen. Starszy brat Dawida II, młodszy brat Aleksandra Komnena. 

## Życiorys
W 1417 Jan został mianowany despotą przez swojego ojca, ale odbyło się to bez bezpośredniego spotkania obu stron. W 1426 Jan zamordował jednego z dworzan, którego podejrzewał o romans z cesarzową Teodorą, a następnie chciał zaatakować swoich rodziców. Jego próba została udaremniona przez innych dworzan, a Jan został zmuszony do wyjazdu do Gruzji.
W Gruzji Jan ożenił się córką króla. W 1427, wspierany przez gruzińskie oddziały, Jan wypłynął z genueńskiej kolonii Kaffy na Krymie i w 1429 dotarł do Trapezuntu. Jego ojciec zebrał swoje wojsko i ruszył przeciw synowi, ale Janowi udało się pozyskać sympatię kilku wpływowych szlachciców. Cesarz Aleksy IV ostatecznie został zamordowany przez agentów syna w swoim własnym namiocie podczas snu. W październiku 1429 Jan został oficjalnie koronowany na nowego cesarza Trapezuntu.

## Małżeństwa i potomstwo
Jan IV był dwukrotnie żonaty. Jego pierwszą żoną była księżniczka gruzińska - Nieznana z imienia córka Aleksandra I Wielkiego. Jego drugą żoną była księżniczka turecka o nieznanym imieniu. Prawdopodobnie z pierwszego małżeństwa Jan miał syna i przynajmniej jedną córkę (prawdopodobnie dwie):
- Aleksego (1455–1463), ściętego 1 listopada 1463 roku razem ze stryjem i braćmi stryjecznymi w Konstantynopolu przez sułtana Mehmeda II Zdobywcę,
- Teodorę, żonę Uzun Hasana z Ak Kojunlu,
- Eudoksję (Valenzę), żonę Mikołaja Crispo, pana Siros (możliwe że była to siostra Jana IV, a nie jego córka).